# Jardin de la Liberté
Le Jardin de la Liberté se situe dans le centre-ville de Saint-Paul (île de la Réunion). C'est un jardin public dans lequel se trouvent des monuments qui ont marqué l'histoire des Réunionnais tels que l'esclavage, la Première et la Seconde Guerre mondiale.

## Historique
Ce lieu symbolique dans l'histoire de la ville a changé plusieurs fois de noms au fil du temps : place du tribunal, place d'armes, ou encore place du monument, puis en 1999 Square du 18-Juin-1940. Profitant des 170 ans de l'abolition de l'esclavage, la municipalité actuelle réaménage et rebaptise le lieu en 2018 en Jardin de la Liberté.

## Description des monuments
Plusieurs monuments commémoratifs ornent le jardin public.

### Esclavage
En hommage aux esclaves réunionnais, est installée à l'entrée une sculpture en basalte posée sur un socle représentant quatre visages semblant sortir de la pierre brute : il s'agit d'Eli, de Vincent, Paul, Zéphir, des meneurs de la seule révolte d'esclaves collective à La Réunion, qui eut lieu à Saint Leu en 1811. L'œuvre est du sculpteur réunionnais Nelson Boyer ; elle est inaugurée en 2012 lors du bicentenaire de la révolte des esclaves de Saint-Leu.

### Première Guerre mondiale
Trois monuments rendent hommage à la Grande Guerre :
Le Poilu de Mafate, statue représentant Jacob Gaze. Lors de la Première guerre mondiale, 14 355 réunionnais ont été mobilisés et 1 698 d'entre eux ont perdu la vie sur le champ de bataille. Jacob Gaze avait 20 ans quand il fut appelé le 10 mai 1917 un an avant la fin de la guerre pour servir sa nation. Il fut aussi le seul poilu de Mafate connu d'après des recherches menées par des historiens. Jacob Gaze est né le 27 février 1897 à Mafate. Avant d'être soldat, il était cultivateur de géranium. Après la guerre il fut démobilisé et emmené à l’hôpital de Charleville-Mézières car il fut blessé et aussi intoxiqué au gaz moutarde. Quand il parvint à rentrer à La Réunion, à bord du navire Le Madonna, il fut accueilli en héros à son arrivée au port de la Pointe des Galets. Mais il souffrit énormément le reste de sa vie de ses blessures de guerre. Il finit par succomber à sa maladie le 3 août 1960. Sa statue, réalisée par le sculpteur réunionnais Marco Ah-Kiem, a été installée en 2014 à Saint-Paul car c'est la première commune où fut inauguré un monument aux morts.
Le chaos, stèle inaugurée en 2016, commémore la bataille de Verdun. C'est une œuvre de Benoît Forestier petit-fils de poilu réalisée par Didier Prével, sculpteur à l'Entre-Deux. Elle symbolise l'enfer des tranchées, avec son bras érigé sortant d'un amas de bois (rappelant les piquets des lignes de démarcation) et de pierres (terre retournée par les obus). Une borne Vauthier contenant un peu de terre de Verdun a été coulée dans le bronze, ainsi qu'une micro-carte SD rassemblant l'histoire de la stèle, la liste des soldats réunionnais morts au combat et un message de paix. Dans le cadre du Centenaire de la Grande guerre, une stèle jumelle a été installée à Douaumont, avec de la terre réunionnaise cette fois, collectée à Saint-Paul.
Le Monument aux morts de Saint-Paul, au centre du jardin, représente une pyramide fine faite en marbre, composée de six faces. Sur cinq de ses plaques sont inscrits des lieux de quartiers de la commune et des noms de soldats ayant combattu pour la patrie et qui sont décédés durant la guerre en plein combat. La sixième plaque porte l'inscription suivante : « À ses valeureux fils morts pour la patrie 1914-1918 St Paul reconnaissant ». En 2018, de nouvelles plaques ont été apposées à la suite des travaux de recherche d'historiens menés durant le Centenaire de la Grande guerre, le nombre de soldats réunionnais tués au front ayant été revu à la hausse (132 originaires de Saint-Paul). Le monument a été érigé en 1922, il serait le premier monument aux morts de l'île dédié à la Grande Guerre.

### Seconde Guerre mondiale
Deux monuments commémoratifs relatifs à la Seconde Guerre mondiale sont installés au fond du parc :
- L'appel du 18 juin 1940 (inauguré en 1998, rénové)
- La libération des camps d'Auschwitz le 27 janvier 1945 (inauguré en 2005).

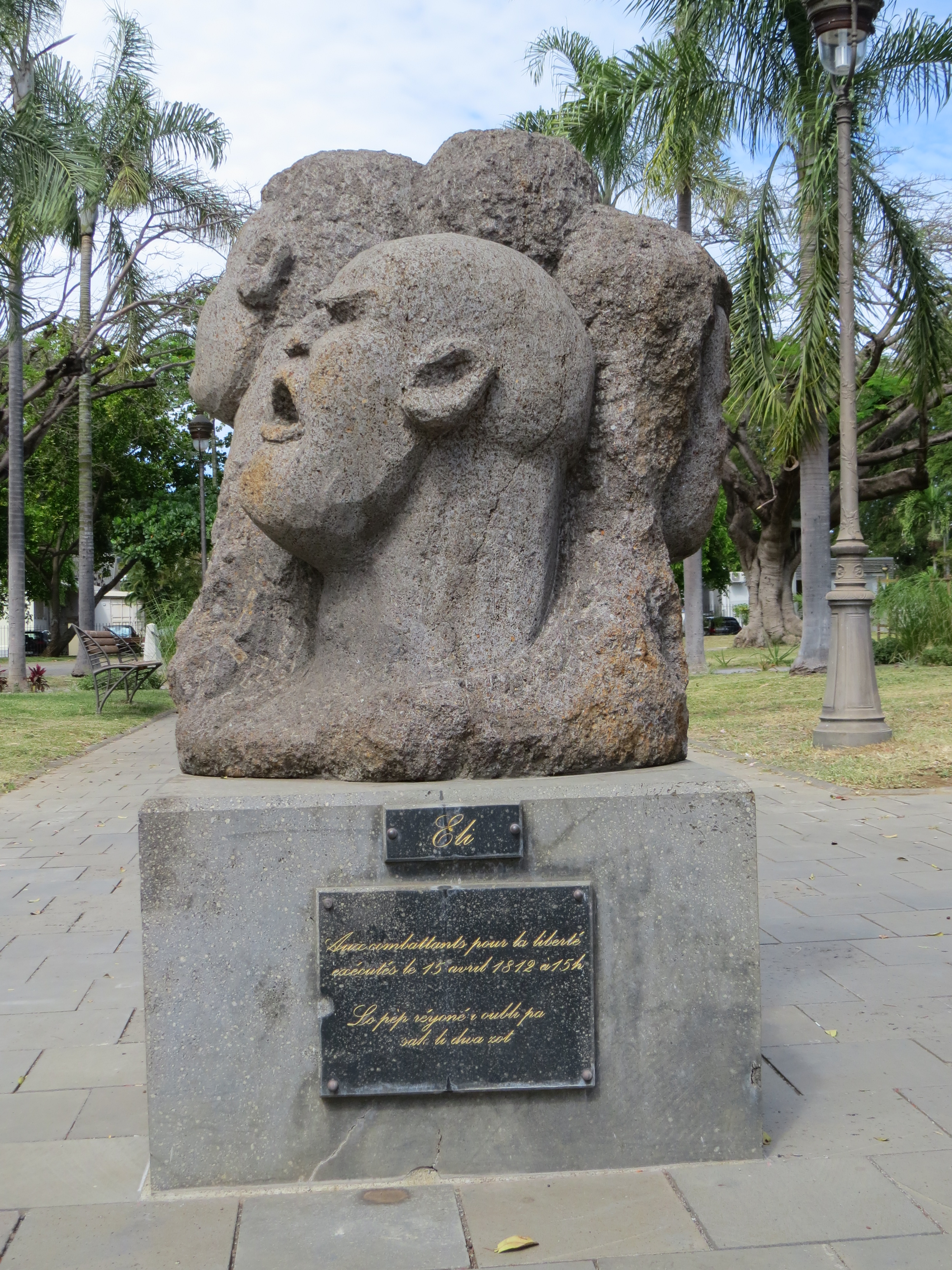
Eli, Zéphir, Paul et Vincent
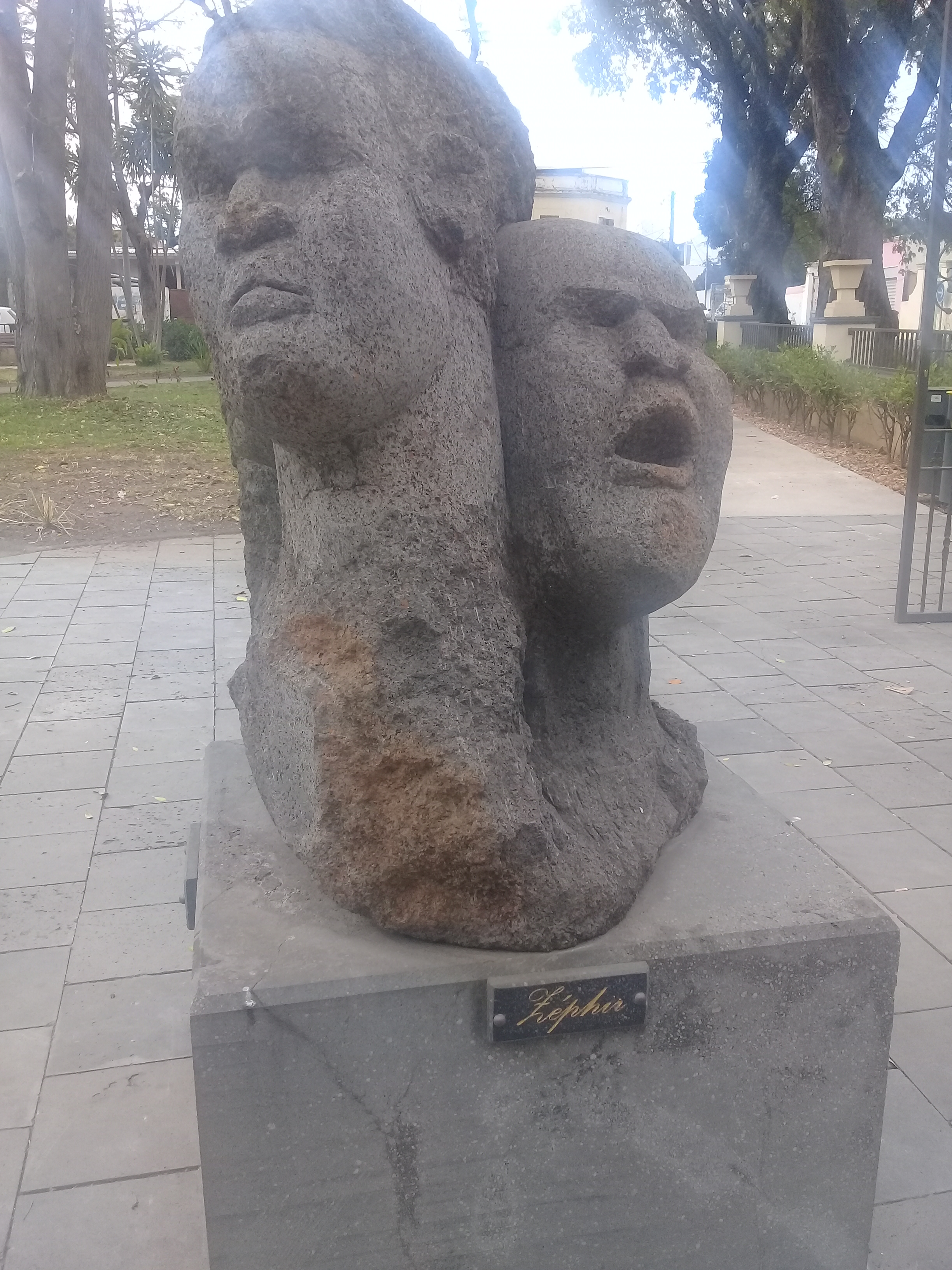
Zéphir
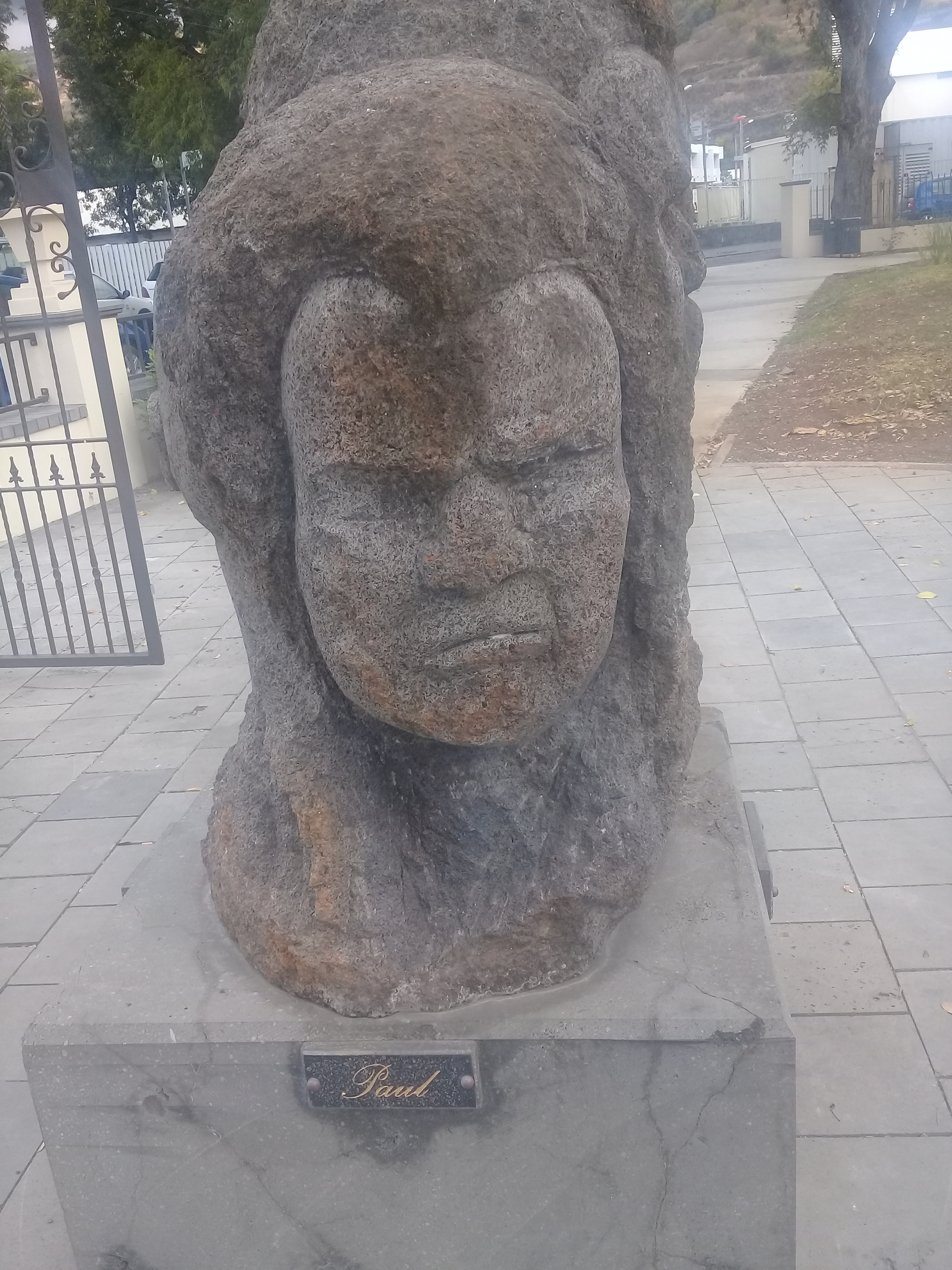
Paul
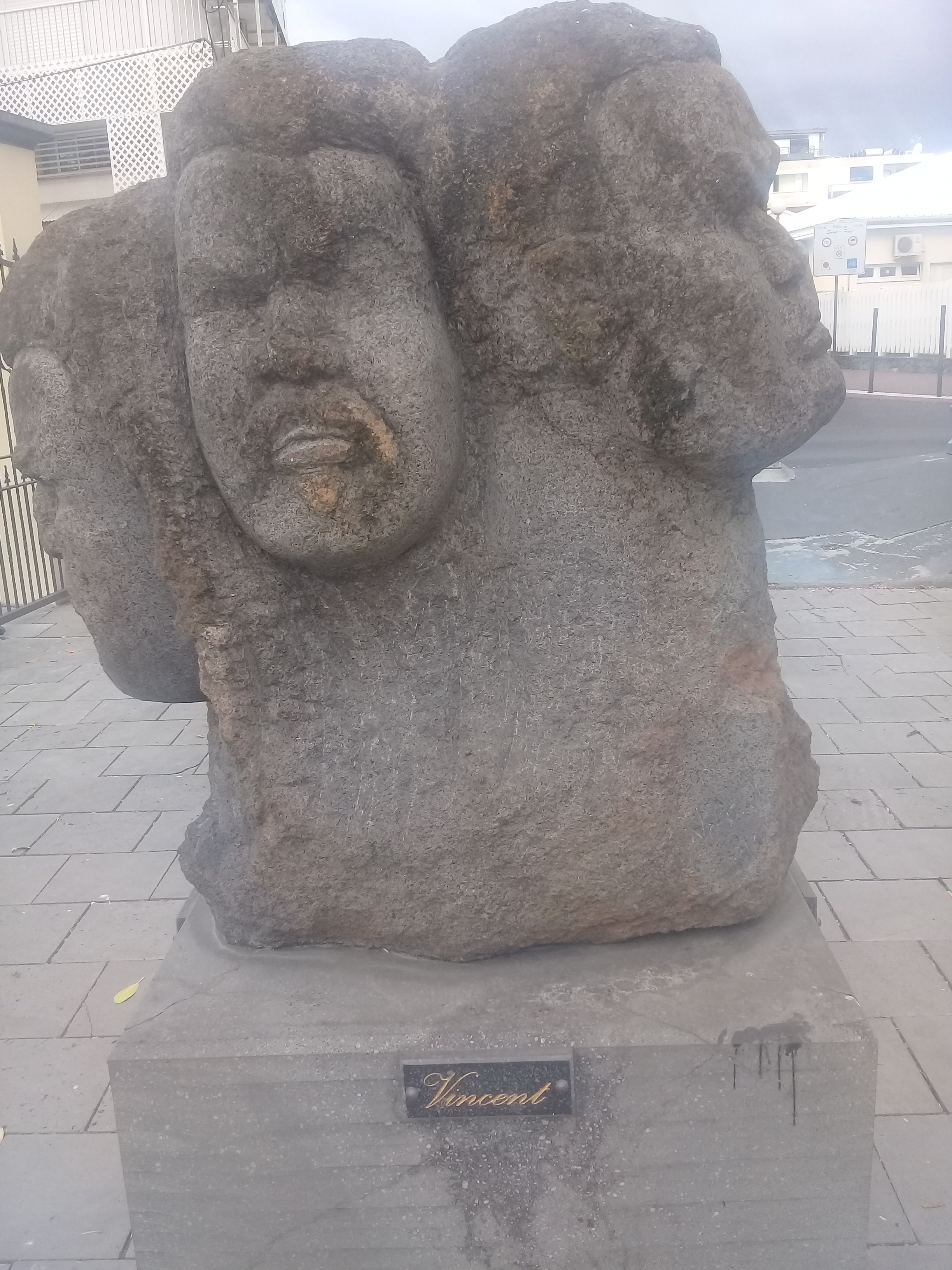
Vincent
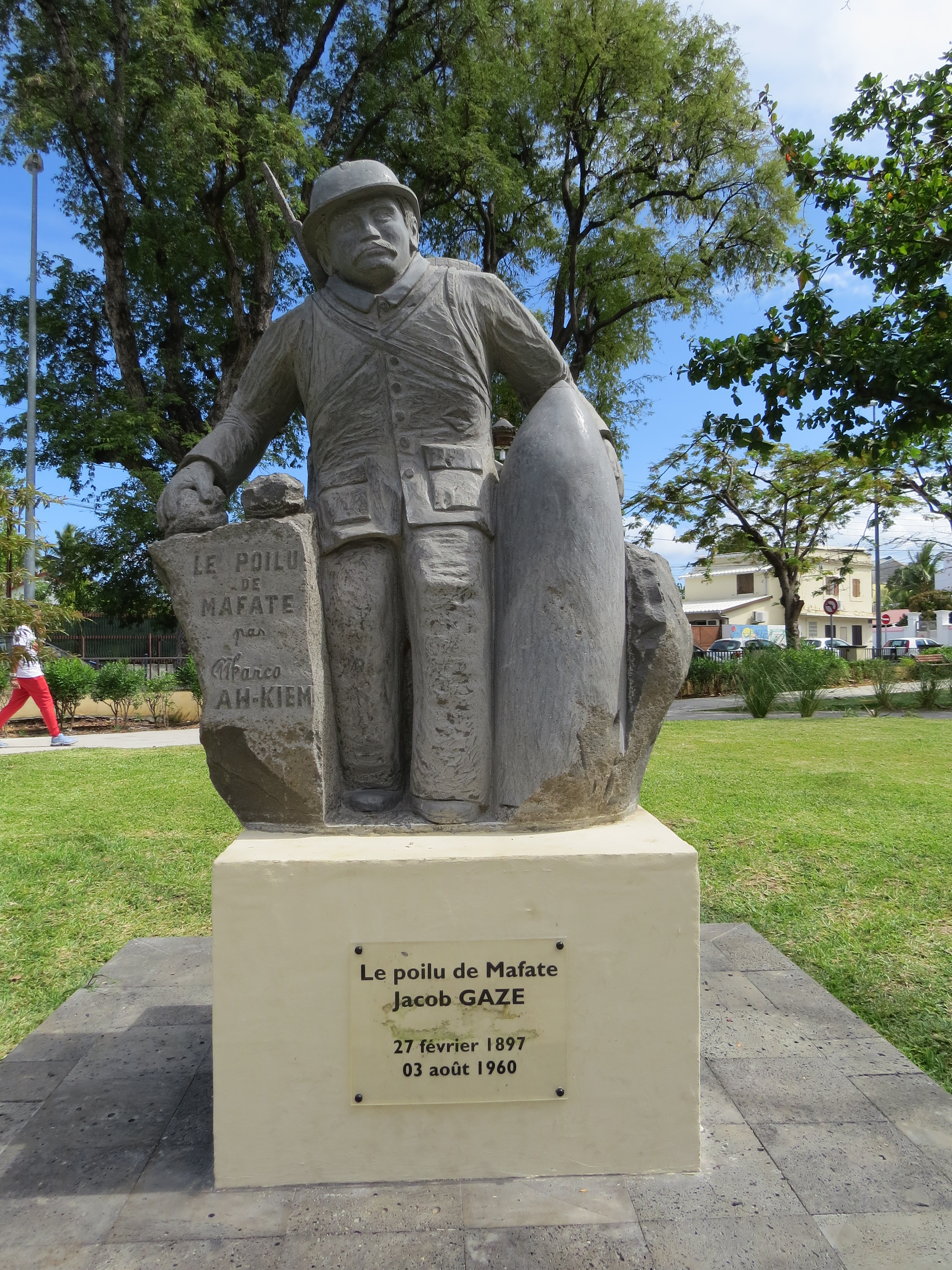
Jacob Gaze, poilu réunionnais
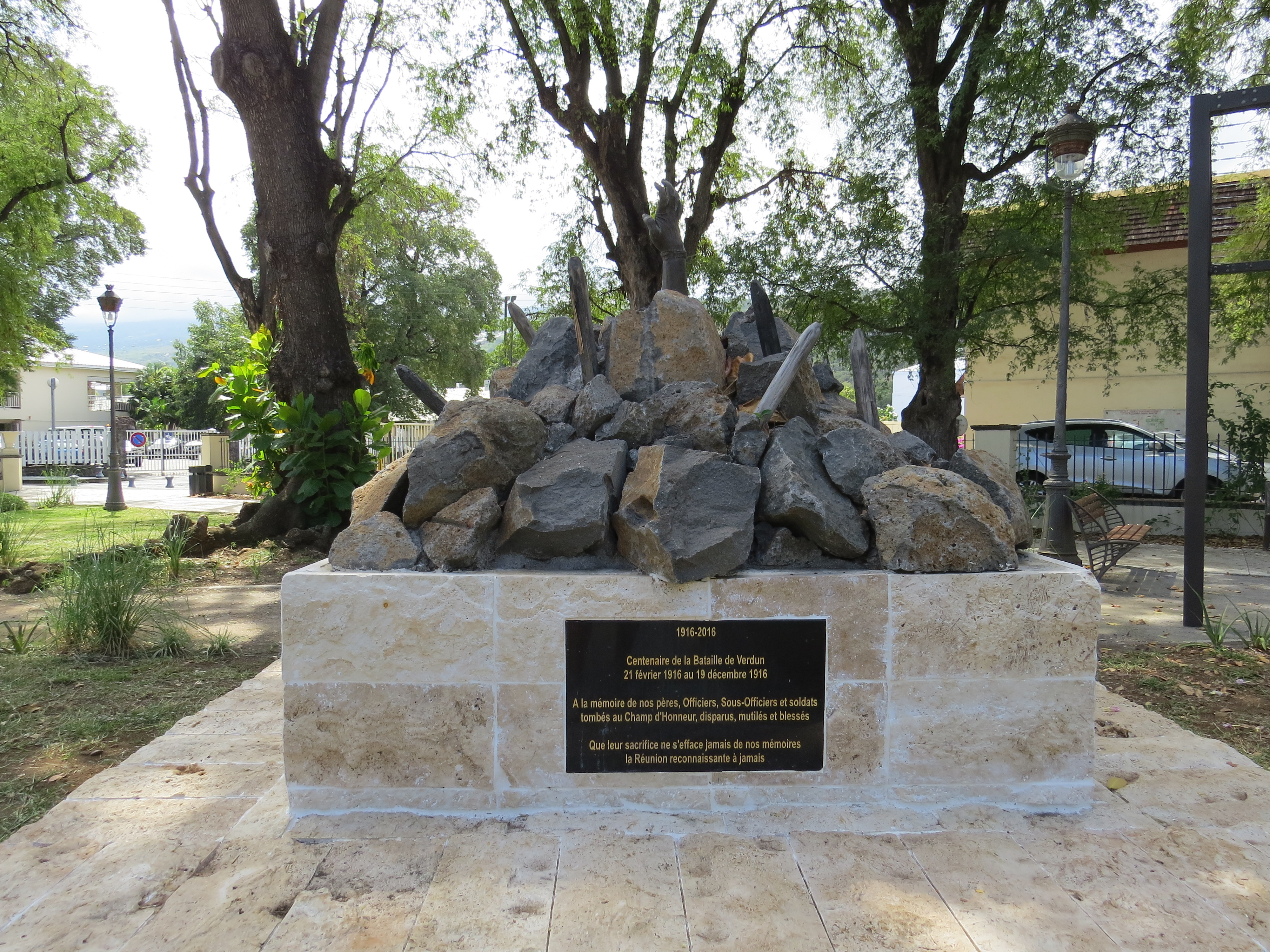
"Le chaos", bataille de Verdun
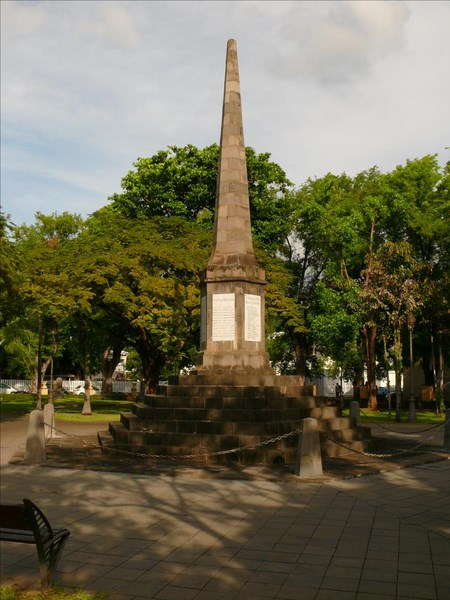
Monument aux morts de Saint-Paul de 1914-1918
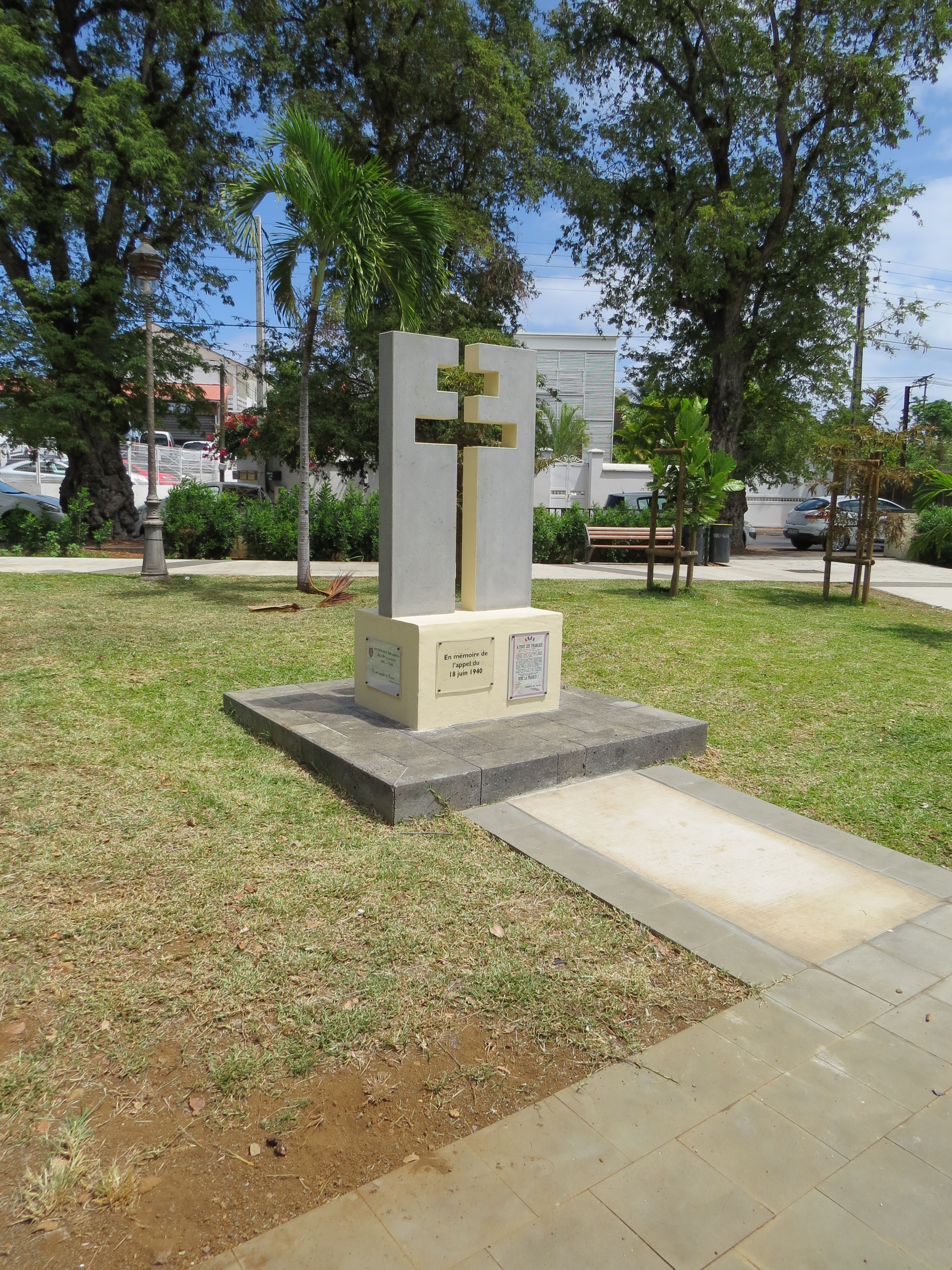
L'Appel du 18 juin 1940

## Aménagement
Ce square était peu investi par la population alors qu'il est adossé à l'ancien hôpital de Saint-Paul Gabriel Martin. Il a été réaménagé[Quand ?] avec du nouveau mobilier urbain : bancs, tables de jeux, grilles clôturant le jardin, portail. Des arbres ont été conservés, d'autres plantés, des allées sont mieux tracées.
Certains des monuments ont été déplacés dans une volonté chronologique. La stèle des révoltés de Saint-Leu trône à l'entrée, dans l'axe qui mène au monument aux morts. Le Poilu de Mafate se trouve côté mer, à l'opposé de la stèle Le chaos. L'appel du 18 juin 1940 autrefois à l'entrée se trouve désormais dans le fond du jardin.